# Джонні Коулс
Джо́нні Коулс (англ. Johnny Coles), справжнє ім'я Джон Коулс (англ. John Coles; 3 липня 1926, Трентон, Нью-Джерсі — 21 грудня 1997, Філадельфія, Пенсільванія) — американський джазовий трубач і  флюгельгорніст.

## Біографія
Народився 3 липня 1926 року в Трентоні (штат Нью-Джерсі). Почав грати у 1939 році; в основному вчився грати самостійно. Грав у військових гуртах (1941), Slappy and His Swingsters (1945—48), Едді Вінсоном (1948—51). Очолив гурт разом з Філлі Джо Джонсом (1951) потім грав з Булл Мус Джексоном (1952), Ерлом Бостичем (1955—56), Джейсом Муді (1956—58); в оркестрі Джила Еванса (1958—64), у середині 1960-х з Чарльзом Мінгусом, включаючи гастролі до Європи (1964). Записувася з Дюком Пірсоном та як лідер у 1960-х; також очолював гурт разом Джорджем Коулменом.
Грав з секстетом Гербі Генкока (1968—69). Записав саундтрек до телевізійної передачі Білла Косбі «Товстий Альберт» (1969). Грав з ансамблем Рея Чарльза, окрестром Дюка Еллінгтона. Знову приєднався до Чарльза після смерті Еллінгтона в 1974 році. Працював з Артом Блейкі (1976), ансамблем Dameronia Філлі Джо Джонса, Dynasty Мінгуса на початку 1980-х; грав в оркестрі Каунта Бейсі (1985—86). Переїхав у Сан-Франциско у 1985 році, потім повернувся до Філадельфії у 1990-х роках. Як лідер записувався на лейблах Epic, Blue Note, Mainstream і for Criss Cross.
Померв 21 грудня 1997 року у Філадельфії (штат Пенсільванія) від раку .

## Дискографія
- The Warm Sound (Epic, 1961)
- Little Johnny C (Blue Note, 1963)
- Katumbo (Dance) (Mainstream, 1971)
- New Morning (Criss Cross Jazz, 1982)